# Sur les trois hypostases qui ont rang de principes
Sur les trois hypostases qui ont rang de principes est le dixième traité des Ennéades, et premier livre de la cinquième Ennéade qui traite de l'Intelligence, rédigé par Plotin. Celui-ci prend pour sujet la dégradation du réel.